# 国民休養地
国民休養地（こくみんきゅうようち）は、厚生省（当時）が1970年（昭和45年）に定めた国民休養地整備運営要綱に基づき、都道府県立自然公園に設けられる地区。

## 概要
都市近郊に住む国民が、ハイキング、ピクニックといった一般的な野外活動だけでなく、より積極的に自然と触れあう野外レクリエーション活動を行う拠点として設けられたものである。
一般に、国民宿舎、国民保養センター、プール、球技場及び運動場等の施設が整備されている。
都道府県知事が国民休養地計画標準に基づいて国民休養地計画を作成し、環境省自然環境局長の承認を受けることにより設置される。事業主体は都道府県であり、環境省からの補助金を受けて施設を整備することができる。運営は、都道府県によって、関係市町村との協力のもと行われる。
1980年（昭和55年）に整備及び運用の方針が変更されており、これ以降に設置されたものは、「○○ふるさと自然公園××国民休養地」（○○は都道府県立自然公園の名称）という名称が付けられ、ふるさと自然公園国民休養地と総称される。